# Tierisch verliebt
Tierisch verliebt ist ein deutscher Fernsehfilm von Ariane Zeller aus dem Jahr 2009, der im Auftrag des Das Erste produziert wurde.

## Handlung
Der Tierarzt Sebastian Brunnen ist Witwer und zieht von Berlin an die Mosel nach Bernkastel-Kues, wo er eine Veterinärpraxis übernimmt. Dabei lernt er die mit dem Bürgermeister der Stadt verlobte Katharina Mohr kennen, die seit dem Tod ihrer Eltern allein einen Reiterhof betreibt. Als die wertvollste Zuchtstute von Mohr erkrankt und eingeschläfert werden muss, zeigt ihr Verlobter Daniel Heim keinerlei Mitgefühl für Katharinas Situation. Stattdessen verlangt er sogleich die Tötung der Pferde auf dem gesamten Hof, da das Tier an infektiöses Anämie, einer sehr ansteckenden Seuche, erkrankt war. Katharina ist am Boden zerstört, denn nicht nur die Stute ist ein Verlust, der gesamte Hof unterliegt einer Sperrzone und an das jährlich stattfindende Reiterfest ist schon gar nicht zu denken. Auch für Tierarzt Brunnen ist das nicht einfach zu ertragen, denn er mag Katharina und es ist ihm nicht leicht gefallen, ihr die Nachricht von der ansteckenden Seuche zu überbringen. Hinzu kommt, dass er deswegen sein Versprechen seiner Tochter Kira gegenüber nicht einhalten konnte, denn er wollte den Tag mal nur mit ihr verbringen und nicht irgendwo den Tierretter „spielen.“
Für Katharina bricht eine Welt zusammen, als ihr der Amtstierarzt nach einigen Tagen mitteilt, dass ihr gesamter Tierbestand eingeschläfert werden müsse. Da sie bei ihrem Freund keinerlei Rückhalt bekommt, löst sie die Verlobung kurzentschlossen auf. Sie vermutet sogar, dass man ihre Tiere nur den wirtschaftlichen Interessen „einiger Herren“ opfern will, denn der Sohn des Amtstierarztes besitzt ebenfalls einen Reiterhof und hätte somit einen Konkurrenten weniger zu fürchten. Sie wendet sich an Tierarzt Brunnen und beide erwirken ein Gegengutachten, um die Tiere am Leben zu halten. Zusätzlich sieht er sich in dem Gestüt um, von dem Katharina vor kurzem die Stute gekauft hatte. Dem Gestütsleiter fällt dabei ein, dass der Vorbesitzer, von dem er das Tier erworben hatte, diverse Futterergänzungsmittel mitgegeben hatte. Brunnen nimmt den ganzen Karton an sich und lässt alles in einem Labor untersuchen. Bei den ganzen Problemen vernachlässigt er erneut seine Tochter. Obwohl er fest versprochen hatte, zum Abendessen, dass sie extra für sie beide zubereitet hatte, zurückzusein, hat er wieder nicht Wort gehalten. Kira packt deshalb ihre Sachen und will spät in der Nacht nach Berlin zurückreisen. Brunnen findet sie dann am Bahnhof und holt sie zurück.
Am nächsten Tag will der Seuchenausschuss sein Urteil zum Schicksal von Katharinas Pferden fällen. Brunnen hat große Mühe, den Laborbericht noch rechtzeitig vorlegen zu können. Darin wird nun klar, dass Vitamintabletten aus Irland der Auslöser der Seuche waren. Da nur die Stute dieses Präparat bekommen hatte, konnten die anderen Pferde sich nicht infiziert haben. Der Amtstierarzt gibt allerdings zu bedenken, dass dies nichts an der Ansteckungsgefahr der Seuche ändern würde. Brunnen legt aber dar, dass die Stute zu keinem Zeitpunkt Kontakt zu den anderen Pferden gehabt hätte. So müssen Katharinas Pferde nur noch die Quarantänezeit überstehen und ihr Reiterbetrieb kann endlich weitergehen. Sie ist glücklich und teilt dieses Glück mit Brunnen. Beide gestehen einander ihre Liebe.

## Hintergrund
Tierisch verliebt wurde vom 14. Oktober 2007 bis zum 14. November 2007 an der Mosel in Bernkastel-Kues und in Berlin gedreht. Produziert wurde der Fernsehfilm von der TV60Filmproduktion.

## Kritik
Rainer Tittelbach von Tittelbach.tv wertete: „Es gibt Filme, bei denen man sich an einzelne Bilder erinnert und dessen Story man vollkommen vergessen hat. So ähnlich geht es einem bei Filmen mit Valerie Niehaus. Jetzt ist mal wieder einer zum schnellen Vergessen freigegeben. Über die Reiterhof-Schmonzette ‚Tierisch verliebt‘ schreibt eine Programmzeitschrift: ‚Darüber wiehern selbst Pferde- und Moselfans‘.“ Tittelbach lobt aber die schauspielerischen Leistung von Niehaus: „Klein spielt sie gegen das große Banale an. Perfekt beherrscht sie jene beiläufige Spielart, mit der sie die Klischees der Handlung mit der Aura des Alltäglichen auflädt.“
Die Kritiker der Fernsehzeitschrift TV Spielfilm äußerten sich kritisch und merkten bezugnehmend auf den Filmtitel an: „tierisch vorhersehbar, tierisch langweilig“. Sie bewerteten den Film mit einer mittleren Wertung, dem Daumen zur Seite.
Für Kino.de urteilte Tilmann P. Gangloff: „Man kennt die Zutaten dieses Pferdekrimis, Gut und Böse sind rasch identifiziert, und man ahnt früh, wie die Geschichte enden wird. Trotzdem schaut man gerne zu, was vor allem den Darstellern zu verdanken ist.“ „Regisseurin Ariane Zeller inszeniert den Film im gewohnten Freitagstempo, führt aber gerade die junge Géraldine Raths als ebenso kluge wie kesse Kira ganz ausgezeichnet. Die einfallslose und klischeehafte Musiksauce ist stellenweise allerdings kaum zu ertragen; dafür wird die schöne Mosellandschaft umso besser in Szene gesetzt.“